# وانچس (کارولینای شمالی)
وانچس (به انگلیسی: Wanchese) شهری در ایالت کارولینای شمالی کشور ایالات متحده آمریکا است که جمعیت آن در سرشماری سال ۲۰۱۰ میلادی، ۱٬۶۴۲ نفر بوده‌است.